# Ginny of San Diego 1984
Ginny of San Diego 1984 — жіночий тенісний турнір, що проходив на відкритих кортах з твердим покриттям Morley Field Sports Complex у Сан-Дієго (США). Належав до Ginny Circuit в рамках Світової чемпіонської серії Вірджинії Слімс 1984. Тривав з 17 вересня до 23 вересня 1984 року.

## Фінальна частина

### Одиночний розряд
Деббі Спенс —  Бетсі Нагелсен 6–3, 6–7, 6–4
- Для Спенс це був єдиний титул у кар'єрі.

### Парний розряд
Бетсі Нагелсен /  Пола Сміт —  Террі Голледей /  Івона Кучиньська 6–2, 6–4
- Для Нагелсен це був 2-й титул за сезон і 13-й — за кар'єру. Для Сміт це був 3-й титул за сезон і 9-й — за кар'єру.